# NBA All-Rookie Team

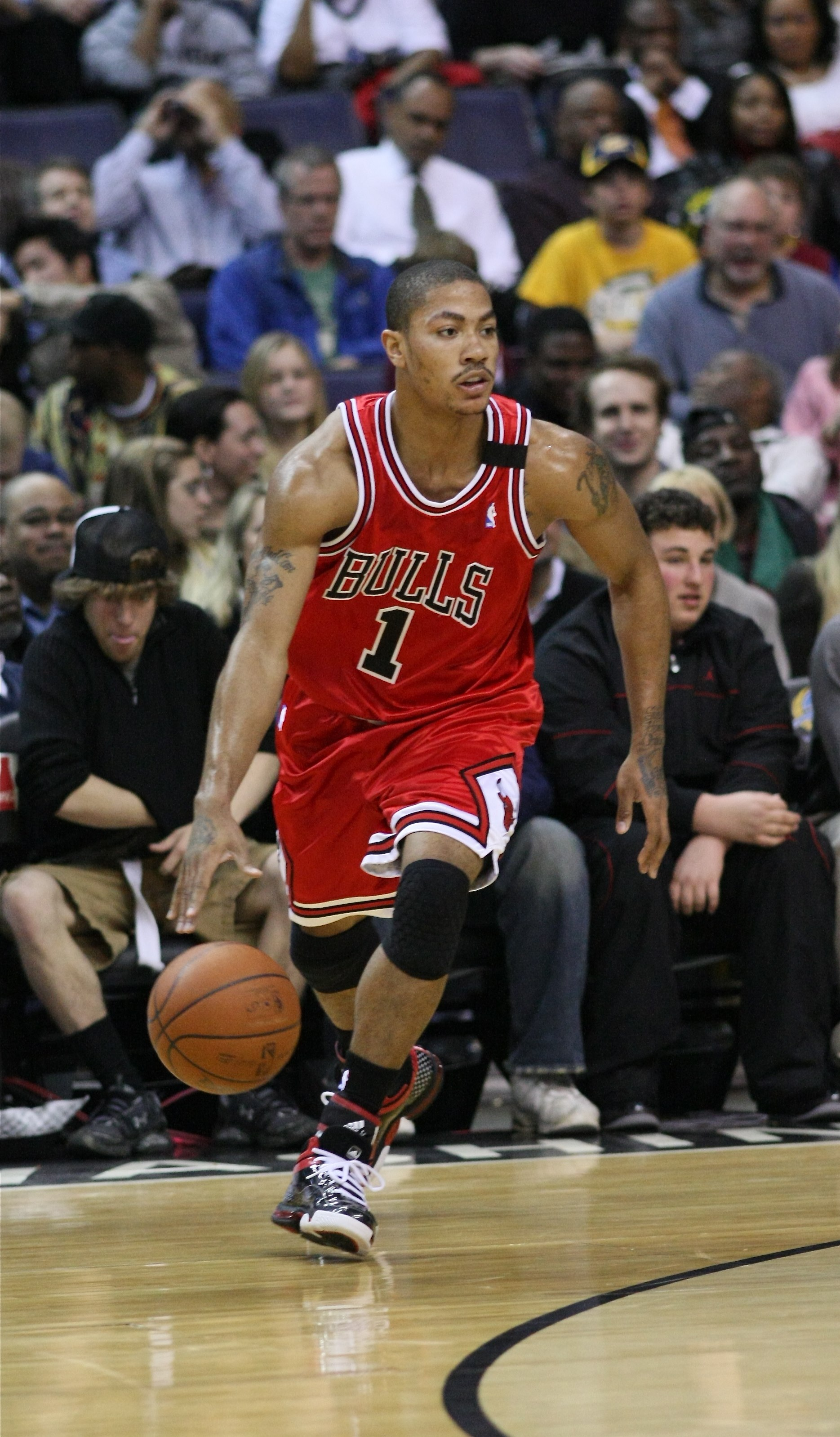
Derrick Rose foi nomeado para o primeiro time na temporada da NBA de 2008-09.

O NBA All-Rookie Team é uma honraria concedida pela National Basketball Association desde a temporada da NBA de 1962-63 para as maiores revelações da temporada regular. A votação é conduzida pelos técnicos da NBA; sendo que não se pode votar em jogador do mesmo time. O All-Rookie Team geralmente consiste de duas equipes com cinco jogadores cada: o primeiro time e o segundo time. Os jogadores recebem dois pontos para cada voto no primeiro time e um ponto para cada voto no segundo time. Os cinco jogadores com maior quantidade de pontos totais vão para o primeiro time, e os cinco seguintes ficam no segundo time. Caso o primeiro time estiver com seis jogadores devido a um empate, o segundo time continua com cinco jogadores com o potencial de mais expansão no caso de mais empates. Esses empates já aconteceram muitas vezes, mais recentemente em 2012, quando Kawhi Leonard, Iman Shumpert e Brandon Knight empataram nos votos recebidos. Não existe uma regra específica para a posição dos jogadores. Por exemplo, em 2008, o primeiro time teve quatro alas e um armador, enquanto em 2016 o primeiro time teve quatro pivôs (dois deles eram ala-pivôs) e um armador.
O Chicago Bulls tem o recorde de time com mais jogadores no All-Rookie Team, com 23 jogadores. O Boston Celtics, New York Knicks, Golden State Warriors e Washington Wizards estão empatados em segundo, com 21 jogadores cada. Nove membros do Rookie All-Team ganharam o prêmio Rookie of the Year (Revelação do Ano) e Most Valuable Player (Jogador Mais Valioso) durante suas carreiras. Wilt Chamberlain e Wes Unseld são os únicos jogadores a conseguirem esse feito no mesmo ano.

## Vencedores
| ^                    | Denota um jogador ativo na NBA                             |
| *                    | Consta no Basketball Hall of Fame como jogador             |
| Jogador (em negrito) | Indica um jogador que conquistou o Prêmio Revelação do Ano |
| Jogador (em itálico) | Indica um jogador que foi draftado na primeira escolha     |

| Temporada | Primeiro time            | Primeiro time                     | Segundo time               | Segundo time           |
| Temporada | Jogadores                | Times                             | Jogadores                  | Times                  |
| --------- | ------------------------ | --------------------------------- | -------------------------- | ---------------------- |
| 1962-63   | Terry Dischinger         | Chicago Zephyrs                   | Não houve segundo time     | Não houve segundo time |
| 1962-63   | Chet Walker*             | Syracuse Nationals                | Não houve segundo time     | Não houve segundo time |
| 1962-63   | Zelmo Beaty              | St. Louis Hawks                   | Não houve segundo time     | Não houve segundo time |
| 1962-63   | John Havlicek*           | Boston Celtics                    | Não houve segundo time     | Não houve segundo time |
| 1962-63   | Dave DeBusschere*        | Detroit Pistons                   | Não houve segundo time     | Não houve segundo time |
| 1963-64   | Jerry Lucas*             | Cincinnati Royals                 | Não houve segundo time     | Não houve segundo time |
| 1963-64   | Gus Johnson              | Baltimore Bullets                 | Não houve segundo time     | Não houve segundo time |
| 1963-64   | Nate Thurmond*           | San Francisco Warriors            | Não houve segundo time     | Não houve segundo time |
| 1963-64   | Art Heyman               | New York Knicks                   | Não houve segundo time     | Não houve segundo time |
| 1963-64   | Rod Thorn                | Baltimore Bullets                 | Não houve segundo time     | Não houve segundo time |
| 1964-65   | Willis Reed*             | New York Knicks                   | Não houve segundo time     | Não houve segundo time |
| 1964-65   | Jim Barnes               | New York Knicks                   | Não houve segundo time     | Não houve segundo time |
| 1964-65   | Howard Komives           | New York Knicks                   | Não houve segundo time     | Não houve segundo time |
| 1964-65   | Lucious Jackson          | Philadelphia 76ers                | Não houve segundo time     | Não houve segundo time |
| 1964-65   | Wali Jones (tie)         | Baltimore Bullets                 | Não houve segundo time     | Não houve segundo time |
| 1964-65   | Joe Caldwell (tie)       | Detroit Pistons                   | Não houve segundo time     | Não houve segundo time |
| 1965-66   | Rick Barry*              | San Francisco Warriors            | Não houve segundo time     | Não houve segundo time |
| 1965-66   | Billy Cunningham*        | Philadelphia 76ers                | Não houve segundo time     | Não houve segundo time |
| 1965-66   | Tom Van Arsdale          | Detroit Pistons                   | Não houve segundo time     | Não houve segundo time |
| 1965-66   | Dick Van Arsdale         | New York Knicks                   | Não houve segundo time     | Não houve segundo time |
| 1965-66   | Fred Hetzel              | San Francisco Warriors            | Não houve segundo time     | Não houve segundo time |
| 1966-67   | Lou Hudson               | St. Louis Hawks                   | Não houve segundo time     | Não houve segundo time |
| 1966-67   | Jack Marin               | Baltimore Bullets                 | Não houve segundo time     | Não houve segundo time |
| 1966-67   | Erwin Mueller            | Chicago Bulls                     | Não houve segundo time     | Não houve segundo time |
| 1966-67   | Cazzie Russell           | New York Knicks                   | Não houve segundo time     | Não houve segundo time |
| 1966-67   | Dave Bing*               | Detroit Pistons                   | Não houve segundo time     | Não houve segundo time |
| 1967-68   | Earl Monroe*             | Baltimore Bullets                 | Não houve segundo time     | Não houve segundo time |
| 1967-68   | Bob Rule                 | Seattle SuperSonics               | Não houve segundo time     | Não houve segundo time |
| 1967-68   | Walt Frazier*            | New York Knicks                   | Não houve segundo time     | Não houve segundo time |
| 1967-68   | Al Tucker                | Seattle SuperSonics               | Não houve segundo time     | Não houve segundo time |
| 1967-68   | Phil Jackson             | New York Knicks                   | Não houve segundo time     | Não houve segundo time |
| 1968-69   | Wes Unseld*              | Baltimore Bullets                 | Não houve segundo time     | Não houve segundo time |
| 1968-69   | Elvin Hayes*             | San Diego Rockets                 | Não houve segundo time     | Não houve segundo time |
| 1968-69   | Bill Hewitt              | Los Angeles Lakers                | Não houve segundo time     | Não houve segundo time |
| 1968-69   | Art Harris               | Seattle SuperSonics               | Não houve segundo time     | Não houve segundo time |
| 1968-69   | Gary Gregor              | Phoenix Suns                      | Não houve segundo time     | Não houve segundo time |
| 1969-70   | Lew Alcindor*[a]         | Milwaukee Bucks                   | Não houve segundo time     | Não houve segundo time |
| 1969-70   | Bob Dandridge            | Milwaukee Bucks                   | Não houve segundo time     | Não houve segundo time |
| 1969-70   | Jo Jo White              | Boston Celtics                    | Não houve segundo time     | Não houve segundo time |
| 1969-70   | Mike Davis               | Baltimore Bullets                 | Não houve segundo time     | Não houve segundo time |
| 1969-70   | Dick Garrett             | Los Angeles Lakers                | Não houve segundo time     | Não houve segundo time |
| 1970-71   | Geoff Petrie             | Portland Trail Blazers            | Não houve segundo time     | Não houve segundo time |
| 1970-71   | Dave Cowens*             | Boston Celtics                    | Não houve segundo time     | Não houve segundo time |
| 1970-71   | Pete Maravich*           | Atlanta Hawks                     | Não houve segundo time     | Não houve segundo time |
| 1970-71   | Calvin Murphy*           | San Diego Rockets                 | Não houve segundo time     | Não houve segundo time |
| 1970-71   | Bob Lanier*              | Detroit Pistons                   | Não houve segundo time     | Não houve segundo time |
| 1971-72   | Elmore Smith             | Buffalo Braves                    | Não houve segundo time     | Não houve segundo time |
| 1971-72   | Sidney Wicks             | Portland Trail Blazers            | Não houve segundo time     | Não houve segundo time |
| 1971-72   | Austin Carr              | Cleveland Cavaliers               | Não houve segundo time     | Não houve segundo time |
| 1971-72   | Phil Chenier             | Baltimore Bullets                 | Não houve segundo time     | Não houve segundo time |
| 1971-72   | Clifford Ray             | Chicago Bulls                     | Não houve segundo time     | Não houve segundo time |
| 1972-73   | Bob McAdoo               | Buffalo Braves                    | Não houve segundo time     | Não houve segundo time |
| 1972-73   | Lloyd Neal               | Portland Trail Blazers            | Não houve segundo time     | Não houve segundo time |
| 1972-73   | Fred Boyd                | Philadelphia 76ers                | Não houve segundo time     | Não houve segundo time |
| 1972-73   | Dwight Davis             | Cleveland Cavaliers               | Não houve segundo time     | Não houve segundo time |
| 1972-73   | Jim Price                | Los Angeles Lakers                | Não houve segundo time     | Não houve segundo time |
| 1973-74   | Ernie DiGregorio         | Buffalo Braves                    | Não houve segundo time     | Não houve segundo time |
| 1973-74   | Ron Behagen              | Kansas City-Omaha Kings           | Não houve segundo time     | Não houve segundo time |
| 1973-74   | Mike Bantom              | Phoenix Suns                      | Não houve segundo time     | Não houve segundo time |
| 1973-74   | John Brown               | Atlanta Hawks                     | Não houve segundo time     | Não houve segundo time |
| 1973-74   | Nick Weatherspoon        | Capital Bullets                   | Não houve segundo time     | Não houve segundo time |
| 1974-75   | Jamaal Wilkes*           | Golden State Warriors             | Não houve segundo time     | Não houve segundo time |
| 1974-75   | John Drew                | Atlanta Hawks                     | Não houve segundo time     | Não houve segundo time |
| 1974-75   | Scott Wedman             | Kansas City-Omaha Kings           | Não houve segundo time     | Não houve segundo time |
| 1974-75   | Tommy Burleson           | Seattle SuperSonics               | Não houve segundo time     | Não houve segundo time |
| 1974-75   | Brian Winters            | Los Angeles Lakers                | Não houve segundo time     | Não houve segundo time |
| 1975-76   | Alvan Adams              | Phoenix Suns                      | Não houve segundo time     | Não houve segundo time |
| 1975-76   | Gus Williams             | Golden State Warriors             | Não houve segundo time     | Não houve segundo time |
| 1975-76   | Joe Meriweather          | Houston Rockets                   | Não houve segundo time     | Não houve segundo time |
| 1975-76   | John Shumate             | Buffalo Braves                    | Não houve segundo time     | Não houve segundo time |
| 1975-76   | Lionel Hollins           | Portland Trail Blazers            | Não houve segundo time     | Não houve segundo time |
| 1976-77   | Adrian Dantley*          | Buffalo Braves                    | Não houve segundo time     | Não houve segundo time |
| 1976-77   | Scott May                | Chicago Bulls                     | Não houve segundo time     | Não houve segundo time |
| 1976-77   | Mitch Kupchak            | Washington Bullets                | Não houve segundo time     | Não houve segundo time |
| 1976-77   | John Lucas               | Houston Rockets                   | Não houve segundo time     | Não houve segundo time |
| 1976-77   | Ron Lee                  | Phoenix Suns                      | Não houve segundo time     | Não houve segundo time |
| 1977-78   | Walter Davis             | Phoenix Suns                      | Não houve segundo time     | Não houve segundo time |
| 1977-78   | Marques Johnson          | Milwaukee Bucks                   | Não houve segundo time     | Não houve segundo time |
| 1977-78   | Bernard King*            | New Jersey Nets                   | Não houve segundo time     | Não houve segundo time |
| 1977-78   | Jack Sikma               | Seattle SuperSonics               | Não houve segundo time     | Não houve segundo time |
| 1977-78   | Norm Nixon               | Los Angeles Lakers                | Não houve segundo time     | Não houve segundo time |
| 1978-79   | Phil Ford                | Kansas City Kings                 | Não houve segundo time     | Não houve segundo time |
| 1978-79   | Mychal Thompson          | Portland Trail Blazers            | Não houve segundo time     | Não houve segundo time |
| 1978-79   | Ron Brewer               | Portland Trail Blazers            | Não houve segundo time     | Não houve segundo time |
| 1978-79   | Reggie Theus             | Chicago Bulls                     | Não houve segundo time     | Não houve segundo time |
| 1978-79   | Terry Tyler              | Detroit Pistons                   | Não houve segundo time     | Não houve segundo time |
| 1979-80   | Larry Bird*              | Boston Celtics                    | Não houve segundo time     | Não houve segundo time |
| 1979-80   | Magic Johnson*           | Los Angeles Lakers                | Não houve segundo time     | Não houve segundo time |
| 1979-80   | Bill Cartwright          | New York Knicks                   | Não houve segundo time     | Não houve segundo time |
| 1979-80   | Calvin Natt              | Portland Trail Blazers            | Não houve segundo time     | Não houve segundo time |
| 1979-80   | David Greenwood          | Chicago Bulls                     | Não houve segundo time     | Não houve segundo time |
| 1980-81   | Joe Barry Carroll        | Golden State Warriors             | Não houve segundo time     | Não houve segundo time |
| 1980-81   | Darrell Griffith         | Utah Jazz                         | Não houve segundo time     | Não houve segundo time |
| 1980-81   | Larry Smith              | Golden State Warriors             | Não houve segundo time     | Não houve segundo time |
| 1980-81   | Kevin McHale*            | Boston Celtics                    | Não houve segundo time     | Não houve segundo time |
| 1980-81   | Kelvin Ransey            | Portland Trail Blazers            | Não houve segundo time     | Não houve segundo time |
| 1981-82   | Kelly Tripucka           | Detroit Pistons                   | Não houve segundo time     | Não houve segundo time |
| 1981-82   | Jay Vincent              | Dallas Mavericks                  | Não houve segundo time     | Não houve segundo time |
| 1981-82   | Isiah Thomas*            | Detroit Pistons                   | Não houve segundo time     | Não houve segundo time |
| 1981-82   | Buck Williams            | New Jersey Nets                   | Não houve segundo time     | Não houve segundo time |
| 1981-82   | Jeff Ruland              | Washington Bullets                | Não houve segundo time     | Não houve segundo time |
| 1982-83   | Terry Cummings           | San Diego Clippers                | Não houve segundo time     | Não houve segundo time |
| 1982-83   | Clark Kellogg            | Indiana Pacers                    | Não houve segundo time     | Não houve segundo time |
| 1982-83   | Dominique Wilkins*       | Atlanta Hawks                     | Não houve segundo time     | Não houve segundo time |
| 1982-83   | James Worthy*            | Los Angeles Lakers                | Não houve segundo time     | Não houve segundo time |
| 1982-83   | Quintin Dailey           | Chicago Bulls                     | Não houve segundo time     | Não houve segundo time |
| 1983-84   | Ralph Sampson*           | Houston Rockets                   | Não houve segundo time     | Não houve segundo time |
| 1983-84   | Steve Stipanovich        | Indiana Pacers                    | Não houve segundo time     | Não houve segundo time |
| 1983-84   | Byron Scott              | Los Angeles Lakers                | Não houve segundo time     | Não houve segundo time |
| 1983-84   | Jeff Malone              | Washington Bullets                | Não houve segundo time     | Não houve segundo time |
| 1983-84   | Thurl Bailey (tie)       | Utah Jazz                         | Não houve segundo time     | Não houve segundo time |
| 1983-84   | Darrell Walker (tie)     | New York Knicks                   | Não houve segundo time     | Não houve segundo time |
| 1984-85   | Michael Jordan*          | Chicago Bulls                     | Não houve segundo time     | Não houve segundo time |
| 1984-85   | Hakeem Olajuwon*[b]      | Houston Rockets                   | Não houve segundo time     | Não houve segundo time |
| 1984-85   | Sam Bowie                | Portland Trail Blazers            | Não houve segundo time     | Não houve segundo time |
| 1984-85   | Charles Barkley*         | Philadelphia 76ers                | Não houve segundo time     | Não houve segundo time |
| 1984-85   | Sam Perkins              | Dallas Mavericks                  | Não houve segundo time     | Não houve segundo time |
| 1985-86   | Xavier McDaniel          | Seattle SuperSonics               | Não houve segundo time     | Não houve segundo time |
| 1985-86   | Patrick Ewing*           | New York Knicks                   | Não houve segundo time     | Não houve segundo time |
| 1985-86   | Karl Malone*             | Utah Jazz                         | Não houve segundo time     | Não houve segundo time |
| 1985-86   | Joe Dumars*              | Detroit Pistons                   | Não houve segundo time     | Não houve segundo time |
| 1985-86   | Charles Oakley           | Chicago Bulls                     | Não houve segundo time     | Não houve segundo time |
| 1986-87   | Brad Daugherty           | Cleveland Cavaliers               | Não houve segundo time     | Não houve segundo time |
| 1986-87   | Ron Harper               | Cleveland Cavaliers               | Não houve segundo time     | Não houve segundo time |
| 1986-87   | Chuck Person             | Indiana Pacers                    | Não houve segundo time     | Não houve segundo time |
| 1986-87   | Roy Tarpley              | Dallas Mavericks                  | Não houve segundo time     | Não houve segundo time |
| 1986-87   | John Williams            | Cleveland Cavaliers               | Não houve segundo time     | Não houve segundo time |
| 1987-88   | Mark Jackson             | New York Knicks                   | Não houve segundo time     | Não houve segundo time |
| 1987-88   | Armen Gilliam            | Phoenix Suns                      | Não houve segundo time     | Não houve segundo time |
| 1987-88   | Kenny Smith              | Sacramento Kings                  | Não houve segundo time     | Não houve segundo time |
| 1987-88   | Greg Anderson            | San Antonio Spurs                 | Não houve segundo time     | Não houve segundo time |
| 1987-88   | Derrick McKey            | Seattle SuperSonics               | Não houve segundo time     | Não houve segundo time |
| 1988-89   | Mitch Richmond*          | Golden State Warriors             | Brian Shaw                 | Boston Celtics         |
| 1988-89   | Willie Anderson          | San Antonio Spurs                 | Rex Chapman                | Charlotte Hornets      |
| 1988-89   | Hersey Hawkins           | Philadelphia 76ers                | Chris Morris               | New Jersey Nets        |
| 1988-89   | Rik Smits                | Indiana Pacers                    | Rod Strickland             | New York Knicks        |
| 1988-89   | Charles Smith            | Los Angeles Clippers              | Kevin Edwards              | Miami Heat             |
| 1989-90   | David Robinson*[d]       | San Antonio Spurs                 | J. R. Reid                 | Charlotte Hornets      |
| 1989-90   | Tim Hardaway             | Golden State Warriors             | Sean Elliott               | San Antonio Spurs      |
| 1989-90   | Vlade Divac              | Los Angeles Lakers                | Stacey King                | Chicago Bulls          |
| 1989-90   | Sherman Douglas          | Miami Heat                        | Blue Edwards               | Utah Jazz              |
| 1989-90   | Pooh Richardson          | Minnesota Timberwolves            | Glen Rice                  | Miami Heat             |
| 1990-91   | Kendall Gill             | Charlotte Hornets                 | Chris Jackson              | Denver Nuggets         |
| 1990-91   | Dennis Scott             | Orlando Magic                     | Gary Payton*               | Seattle SuperSonics    |
| 1990-91   | Dee Brown                | Boston Celtics                    | Felton Spencer             | Minnesota Timberwolves |
| 1990-91   | Lionel Simmons           | Sacramento Kings                  | Travis Mays                | Sacramento Kings       |
| 1990-91   | Derrick Coleman          | New Jersey Nets                   | Willie Burton              | Miami Heat             |
| 1991-92   | Larry Johnson            | Charlotte Hornets                 | Rick Fox                   | Boston Celtics         |
| 1991-92   | Dikembe Mutombo          | Denver Nuggets                    | Terrell Brandon            | Cleveland Cavaliers    |
| 1991-92   | Billy Owens              | Golden State Warriors             | Larry Stewart              | Washington Bullets     |
| 1991-92   | Steve Smith              | Miami Heat                        | Stanley Roberts            | Orlando Magic          |
| 1991-92   | Stacey Augmon            | Atlanta Hawks                     | Mark Macon                 | Denver Nuggets         |
| 1992-93   | Shaquille O'Neal^        | Orlando Magic                     | Walt Williams              | Sacramento Kings       |
| 1992-93   | Alonzo Mourning*         | Charlotte Hornets                 | Robert Horry               | Houston Rockets        |
| 1992-93   | Christian Laettner       | Minnesota Timberwolves            | Latrell Sprewell           | Golden State Warriors  |
| 1992-93   | Tom Gugliotta            | Washington Bullets                | Clarence Weatherspoon      | Philadelphia 76ers     |
| 1992-93   | LaPhonso Ellis           | Denver Nuggets                    | Richard Dumas[e]           | Phoenix Suns           |
| 1993-94   | Chris Webber             | Golden State Warriors             | Dino Radja                 | Boston Celtics         |
| 1993-94   | Penny Hardaway           | Orlando Magic                     | Nick Van Exel              | Los Angeles Lakers     |
| 1993-94   | Vin Baker                | Milwaukee Bucks                   | Shawn Bradley              | Philadelphia 76ers     |
| 1993-94   | Jamal Mashburn           | Dallas Mavericks                  | Toni Kukoč                 | Chicago Bulls          |
| 1993-94   | Isaiah Rider             | Minnesota Timberwolves            | Lindsey Hunter^            | Detroit Pistons        |
| 1994-95   | Jason Kidd^              | Dallas Mavericks                  | Juwan Howard               | Washington Bullets     |
| 1994-95   | Grant Hill^              | Detroit Pistons                   | Eric Montross              | Boston Celtics         |
| 1994-95   | Glenn Robinson           | Milwaukee Bucks                   | Wesley Person              | Phoenix Suns           |
| 1994-95   | Eddie Jones              | Los Angeles Lakers                | Jalen Rose                 | Denver Nuggets         |
| 1994-95   | Brian Grant              | Sacramento Kings                  | Donyell Marshall^ (tie)    | Golden State Warriors  |
| 1994-95   | Brian Grant              | Sacramento Kings                  | Sharone Wright (tie)       | Philadelphia 76ers     |
| 1995-96   | Damon Stoudamire         | Toronto Raptors                   | Kevin Garnett^             | Minnesota Timberwolves |
| 1995-96   | Joe Smith^               | Golden State Warriors             | Bryant Reeves              | Vancouver Grizzlies    |
| 1995-96   | Jerry Stackhouse^        | Philadelphia 76ers                | Brent Barry^               | Los Angeles Clippers   |
| 1995-96   | Antonio McDyess^         | Denver Nuggets                    | Rasheed Wallace^           | Washington Bullets     |
| 1995-96   | Arvydas Sabonis* (tie)   | Portland Trail Blazers            | Tyus Edney                 | Sacramento Kings       |
| 1995-96   | Michael Finley^ (tie)    | Phoenix Suns                      | Tyus Edney                 | Sacramento Kings       |
| 1996-97   | Shareef Abdur-Rahim      | Vancouver Grizzlies               | Kerry Kittles              | New Jersey Nets        |
| 1996-97   | Allen Iverson^           | Philadelphia 76ers                | Ray Allen^                 | Milwaukee Bucks        |
| 1996-97   | Stephon Marbury^         | Minnesota Timberwolves            | Travis Knight              | Los Angeles Lakers     |
| 1996-97   | Marcus Camby^            | Toronto Raptors                   | Kobe Bryant^               | Los Angeles Lakers     |
| 1996-97   | Antoine Walker           | Boston Celtics                    | Matt Maloney               | Houston Rockets        |
| 1997-98   | Tim Duncan^              | San Antonio Spurs                 | Tim Thomas^                | Philadelphia 76ers     |
| 1997-98   | Keith Van Horn           | New Jersey Nets                   | Cedric Henderson           | Cleveland Cavaliers    |
| 1997-98   | Brevin Knight^           | Cleveland Cavaliers               | Derek Anderson             | Cleveland Cavaliers    |
| 1997-98   | Žydrūnas Ilgauskas^      | Cleveland Cavaliers               | Maurice Taylor             | Los Angeles Clippers   |
| 1997-98   | Ron Mercer               | Boston Celtics                    | Bobby Jackson^             | Denver Nuggets         |
| 1998-99   | Vince Carter^            | Toronto Raptors                   | Michael Dickerson          | Houston Rockets        |
| 1998-99   | Paul Pierce^             | Boston Celtics                    | Michael Doleac             | Orlando Magic          |
| 1998-99   | Jason Williams^          | Sacramento Kings                  | Cuttino Mobley             | Houston Rockets        |
| 1998-99   | Mike Bibby^              | Vancouver Grizzlies               | Michael Olowokandi         | Los Angeles Clippers   |
| 1998-99   | Matt Harpring^           | Orlando Magic                     | Antawn Jamison^            | Golden State Warriors  |
| 1999-00   | Elton Brand^             | Chicago Bulls                     | Shawn Marion^              | Phoenix Suns           |
| 1999-00   | Steve Francis            | Houston Rockets                   | Ron Artest^[j]             | Chicago Bulls          |
| 1999-00   | Lamar Odom^              | Los Angeles Clippers              | James Posey^               | Denver Nuggets         |
| 1999-00   | Wally Szczerbiak^        | Minnesota Timberwolves            | Jason Terry^               | Atlanta Hawks          |
| 1999-00   | Andre Miller^            | Cleveland Cavaliers               | Chucky Atkins^             | Orlando Magic          |
| 2000-01   | Mike Miller^             | Orlando Magic                     | Hedo Türkoğlu^             | Sacramento Kings       |
| 2000-01   | Kenyon Martin^           | New Jersey Nets                   | Desmond Mason^             | Seattle SuperSonics    |
| 2000-01   | Marc Jackson             | Golden State Warriors             | Courtney Alexander         | Dallas Mavericks       |
| 2000-01   | Morris Peterson^         | Toronto Raptors                   | Marcus Fizer               | Chicago Bulls          |
| 2000-01   | Darius Miles^            | Los Angeles Clippers              | Chris Mihm^                | Cleveland Cavaliers    |
| 2001-02   | Pau Gasol^               | Memphis Grizzlies                 | Jamaal Tinsley^            | Indiana Pacers         |
| 2001-02   | Shane Battier^           | Memphis Grizzlies                 | Richard Jefferson^         | New Jersey Nets        |
| 2001-02   | Jason Richardson^        | Golden State Warriors             | Eddie Griffin              | Houston Rockets        |
| 2001-02   | Tony Parker^             | San Antonio Spurs                 | Željko Rebrača             | Detroit Pistons        |
| 2001-02   | Andrei Kirilenko^        | Utah Jazz                         | Vladimir Radmanović^ (tie) | Seattle SuperSonics    |
| 2001-02   | Andrei Kirilenko^        | Utah Jazz                         | Joe Johnson^ (tie)         | Phoenix Suns           |
| 2002-03   | Yao Ming^                | Houston Rockets                   | Manu Ginóbili^             | San Antonio Spurs      |
| 2002-03   | Amare Stoudemire^[c]     | Phoenix Suns                      | Gordan Giriček             | Memphis Grizzlies      |
| 2002-03   | Caron Butler^            | Miami Heat                        | Carlos Boozer^             | Cleveland Cavaliers    |
| 2002-03   | Drew Gooden^             | Orlando Magic                     | Jay Williams               | Chicago Bulls          |
| 2002-03   | Nenê Hilario^[h]         | Denver Nuggets                    | J. R. Bremer               | Boston Celtics         |
| 2003-04   | Carmelo Anthony^         | Denver Nuggets                    | Josh Howard^               | Dallas Mavericks       |
| 2003-04   | LeBron James^            | Cleveland Cavaliers               | T. J. Ford^                | Milwaukee Bucks        |
| 2003-04   | Dwyane Wade^             | Miami Heat                        | Udonis Haslem^             | Miami Heat             |
| 2003-04   | Chris Bosh^              | Toronto Raptors                   | Jarvis Hayes^              | Washington Wizards     |
| 2003-04   | Kirk Hinrich^            | Chicago Bulls                     | Marquis Daniels^           | Dallas Mavericks       |
| 2004-05   | Emeka Okafor^            | Charlotte Bobcats                 | Nenad Krstić^              | New Jersey Nets        |
| 2004-05   | Dwight Howard^           | Orlando Magic                     | Josh Smith^                | Atlanta Hawks          |
| 2004-05   | Ben Gordon^              | Chicago Bulls                     | Josh Childress             | Atlanta Hawks          |
| 2004-05   | Andre Iguodala^          | Philadelphia 76ers                | Jameer Nelson^             | Orlando Magic          |
| 2004-05   | Luol Deng^               | Chicago Bulls                     | Al Jefferson^              | Boston Celtics         |
| 2005-06   | Chris Paul^              | New Orleans/Oklahoma City Hornets | Danny Granger^             | Indiana Pacers         |
| 2005-06   | Charlie Villanueva^      | Toronto Raptors                   | Raymond Felton^            | Charlotte Bobcats      |
| 2005-06   | Andrew Bogut^            | Milwaukee Bucks                   | Luther Head^               | Houston Rockets        |
| 2005-06   | Deron Williams^          | Utah Jazz                         | Marvin Williams^           | Atlanta Hawks          |
| 2005-06   | Channing Frye^           | New York Knicks                   | Ryan Gomes^                | Boston Celtics         |
| 2006-07   | Brandon Roy^             | Portland Trail Blazers            | Paul Millsap^              | Utah Jazz              |
| 2006-07   | Andrea Bargnani^         | Toronto Raptors                   | Adam Morrison^             | Charlotte Bobcats      |
| 2006-07   | Randy Foye^              | Minnesota Timberwolves            | Tyrus Thomas^              | Chicago Bulls          |
| 2006-07   | Rudy Gay^                | Memphis Grizzlies                 | Craig Smith^               | Minnesota Timberwolves |
| 2006-07   | Jorge Garbajosa (tie)    | Toronto Raptors                   | Rajon Rondo^ (tie)         | Boston Celtics         |
| 2006-07   | LaMarcus Aldridge^ (tie) | Portland Trail Blazers            | Wálter Herrmann^ (tie)     | Charlotte Bobcats      |
| 2006-07   | LaMarcus Aldridge^ (tie) | Portland Trail Blazers            | Marcus Williams (tie)      | New Jersey Nets        |
| 2007-08   | Al Horford^              | Atlanta Hawks                     | Jamario Moon^              | Toronto Raptors        |
| 2007-08   | Kevin Durant^            | Seattle SuperSonics               | Juan Carlos Navarro        | Memphis Grizzlies      |
| 2007-08   | Luis Scola^              | Houston Rockets                   | Thaddeus Young^            | Philadelphia 76ers     |
| 2007-08   | Al Thornton^             | Los Angeles Clippers              | Rodney Stuckey^            | Detroit Pistons        |
| 2007-08   | Jeff Green^              | Seattle SuperSonics               | Carl Landry^               | Houston Rockets        |
| 2008-09   | Derrick Rose^            | Chicago Bulls                     | Eric Gordon^               | Los Angeles Clippers   |
| 2008-09   | O. J. Mayo^              | Memphis Grizzlies                 | Kevin Love^                | Minnesota Timberwolves |
| 2008-09   | Russell Westbrook^       | Oklahoma City Thunder             | Mario Chalmers^            | Miami Heat             |
| 2008-09   | Brook Lopez^             | New Jersey Nets                   | Marc Gasol^                | Memphis Grizzlies      |
| 2008-09   | Michael Beasley^         | Miami Heat                        | D. J. Augustin^ (tie)      | Charlotte Bobcats      |
| 2008-09   | Michael Beasley^         | Miami Heat                        | Rudy Fernández^ (tie)      | Portland Trail Blazers |
| 2009-10   | Tyreke Evans^            | Sacramento Kings                  | Marcus Thornton^           | New Orleans Hornets    |
| 2009-10   | Brandon Jennings^        | Milwaukee Bucks                   | DeJuan Blair^              | San Antonio Spurs      |
| 2009-10   | Stephen Curry^           | Golden State Warriors             | James Harden^              | Oklahoma City Thunder  |
| 2009-10   | Darren Collison^         | New Orleans Hornets               | Jonny Flynn^               | Minnesota Timberwolves |
| 2009-10   | Taj Gibson^              | Chicago Bulls                     | Jonas Jerebko^             | Detroit Pistons        |
| 2010-11   | Blake Griffin^[f]        | Los Angeles Clippers              | Greg Monroe^               | Detroit Pistons        |
| 2010-11   | John Wall^               | Washington Wizards                | Wesley Johnson^            | Minnesota Timberwolves |
| 2010-11   | Landry Fields^           | New York Knicks                   | Eric Bledsoe^              | Los Angeles Clippers   |
| 2010-11   | DeMarcus Cousins^        | Sacramento Kings                  | Derrick Favors^            | Utah Jazz              |
| 2010-11   | Gary Neal^               | San Antonio Spurs                 | Paul George^               | Indiana Pacers         |
| 2011-12   | Kyrie Irving^            | Cleveland Cavaliers               | Isaiah Thomas^             | Sacramento Kings       |
| 2011-12   | Ricky Rubio^             | Minnesota Timberwolves            | MarShon Brooks             | New Jersey Nets        |
| 2011-12   | Kenneth Faried           | Denver Nuggets                    | Chandler Parsons           | Houston Rockets        |
| 2011-12   | Klay Thompson^           | Golden State Warriors             | Tristan Thompson^          | Cleveland Cavaliers    |
| 2011-12   | Kawhi Leonard^ (tie)     | San Antonio Spurs                 | Derrick Williams           | Minnesota Timberwolves |
| 2011-12   | Iman Shumpert (tie)      | New York Knicks                   | Derrick Williams           | Minnesota Timberwolves |
| 2011-12   | Brandon Knight (tie)     | Detroit Pistons                   | Derrick Williams           | Minnesota Timberwolves |
| 2012-13   | Damian Lillard^          | Portland Trail Blazers            | Andre Drummond^            | Detroit Pistons        |
| 2012-13   | Bradley Beal^            | Washington Wizards                | Jonas Valančiūnas^[g]      | Toronto Raptors        |
| 2012-13   | Anthony Davis^           | New Orleans Hornets               | Michael Kidd-Gilchrist     | Charlotte Bobcats      |
| 2012-13   | Dion Waiters             | Cleveland Cavaliers               | Kyle Singler               | Detroit Pistons        |
| 2012-13   | Harrison Barnes^         | Golden State Warriors             | Tyler Zeller               | Cleveland Cavaliers    |
| 2013-14   | Michael Carter-Williams^ | Philadelphia 76ers                | Kelly Olynyk^              | Boston Celtics         |
| 2013-14   | Victor Oladipo^          | Orlando Magic                     | Giannis Antetokounmpo^     | Milwaukee Bucks        |
| 2013-14   | Trey Burke               | Utah Jazz                         | Gorgui Dieng               | Minnesota Timberwolves |
| 2013-14   | Mason Plumlee^           | Brooklyn Nets                     | Cody Zeller^               | Charlotte Bobcats      |
| 2013-14   | Tim Hardaway Jr.^        | New York Knicks                   | Steven Adams^              | Oklahoma City Thunder  |
| 2014-15   | Andrew Wiggins^          | Minnesota Timberwolves            | Marcus Smart^              | Boston Celtics         |
| 2014-15   | Nikola Mirotić           | Chicago Bulls                     | Zach LaVine^               | Minnesota Timberwolves |
| 2014-15   | Nerlens Noel             | Philadelphia 76ers                | Bojan Bogdanović^          | Brooklyn Nets          |
| 2014-15   | Elfrid Payton            | Orlando Magic                     | Jusuf Nurkić^              | Denver Nuggets         |
| 2014-15   | Jordan Clarkson^         | Los Angeles Lakers                | Langston Galloway          | New York Knicks        |
| 2015-16   | Karl-Anthony Towns^      | Minnesota Timberwolves            | Justise Winslow            | Miami Heat             |
| 2015-16   | Kristaps Porziņģis^      | New York Knicks                   | D'Angelo Russell^          | Los Angeles Lakers     |
| 2015-16   | Devin Booker^            | Phoenix Suns                      | Emmanuel Mudiay            | Denver Nuggets         |
| 2015-16   | Nikola Jokić^            | Denver Nuggets                    | Myles Turner^              | Indiana Pacers         |
| 2015-16   | Jahlil Okafor            | Philadelphia 76ers                | Willie Cauley-Stein        | Sacramento Kings       |
| 2016-17   | Malcolm Brogdon^         | Milwaukee Bucks                   | Jamal Murray^              | Denver Nuggets         |
| 2016-17   | Dario Šarić^             | Philadelphia 76ers                | Jaylen Brown^              | Boston Celtics         |
| 2016-17   | Joel Embiid^             | Philadelphia 76ers                | Marquese Chriss            | Phoenix Suns           |
| 2016-17   | Buddy Hield^             | Sacramento Kings                  | Brandon Ingram^            | Los Angeles Lakers     |
| 2016-17   | Willy Hernangómez        | New York Knicks                   | Yogi Ferrell               | Dallas Mavericks       |
| 2017-18   | Ben Simmons^[i]          | Philadelphia 76ers                | Dennis Smith Jr.^          | Dallas Mavericks       |
| 2017-18   | Donovan Mitchell^        | Utah Jazz                         | Lonzo Ball^                | Los Angeles Lakers     |
| 2017-18   | Jayson Tatum^            | Boston Celtics                    | John Collins^              | Atlanta Hawks          |
| 2017-18   | Kyle Kuzma^              | Los Angeles Lakers                | Bogdan Bogdanović^         | Sacramento Kings       |
| 2017-18   | Lauri Markkanen^         | Chicago Bulls                     | Josh Jackson               | Phoenix Suns           |
| 2018-19   | Luka Dončić^             | Dallas Mavericks                  | Shai Gilgeous-Alexander^   | Los Angeles Clippers   |
| 2018-19   | Trae Young^              | Atlanta Hawks                     | Collin Sexton^             | Cleveland Cavaliers    |
| 2018-19   | Deandre Ayton^           | Phoenix Suns                      | Landry Shamet^             | Los Angeles Clippers   |
| 2018-19   | Jaren Jackson Jr.^       | Memphis Grizzlies                 | Mitchell Robinson^         | New York Knicks        |
| 2018-19   | Marvin Bagley III^       | Sacramento Kings                  | Kevin Huerter^             | Atlanta Hawks          |
| 2019-20   | Ja Morant^               | Memphis Grizzlies                 | Tyler Herro^               | Miami Heat             |
| 2019-20   | Kendrick Nunn            | Miami Heat                        | Terence Davis              | Toronto Raptors        |
| 2019-20   | Brandon Clarke^          | Memphis Grizzlies                 | Coby White^                | Chicago Bulls          |
| 2019-20   | Zion Williamson^         | New Orleans Pelicans              | P.J. Washington^           | Charlotte Hornets      |
| 2019-20   | Eric Paschall            | Golden State Warriors             | Rui Hachimura^             | Washington Wizards     |
| 2020-21   | LaMelo Ball^             | Charlotte Hornets                 | Immanuel Quickley^         | New York Knicks        |
| 2020-21   | Anthony Edwards^         | Minnesota Timberwolves            | Desmond Bane^              | Memphis Grizzlies      |
| 2020-21   | Tyrese Haliburton^       | Indiana Pacers                    | Isaiah Stewart^            | Detroit Pistons        |
| 2020-21   | Saddiq Bey^              | Detroit Pistons                   | Isaac Okoro^               | Cleveland Cavaliers    |
| 2020-21   | Jae'Sean Tate^           | Houston Rockets                   | Patrick Williams^          | Chicago Bulls          |
| 2021-22   | Scottie Barnes^          | Toronto Raptors                   | Herbert Jones^             | New Orleans Pelicans   |
| 2021-22   | Evan Mobley^             | Cleveland Cavaliers               | Chris Duarte               | Indiana Pacers         |
| 2021-22   | Cade Cunningham^         | Detroit Pistons                   | Bones Hyland^              | Denver Nuggets         |
| 2021-22   | Franz Wagner^            | Orlando Magic                     | Ayo Dosunmu^               | Chicago Bulls          |
| 2021-22   | Jalen Green^             | Houston Rockets                   | Josh Giddey^               | Oklahoma City Thunder  |
| 2022-23   | Paolo Banchero^          | Orlando Magic                     | Jalen Duren^               | Detroit Pistons        |
| 2022-23   | Walker Kessler^          | Utah Jazz                         | Tari Eason^                | Houston Rockets        |
| 2022-23   | Bennedict Mathurin^      | Indiana Pacers                    | Jaden Ivey^                | Detroit Pistons        |
| 2022-23   | Keegan Murray^           | Sacramento Kings                  | Jabari Smith Jr.^          | Houston Rockets        |
| 2022-23   | Jalen Williams^          | Oklahoma City Thunder             | Jeremy Sochan^             | San Antonio Spurs      |
| 2023-24   | Victor Wembanyama^       | San Antonio Spurs                 | Cason Wallace^             | Oklahoma City Thunder  |
| 2023-24   | Brandin Podziemski^      | Golden State Warriors             | Amen Thompson^             | Houston Rockets        |
| 2023-24   | Brandon Miller^          | Charlotte Hornets                 | Dereck Lively II^          | Dallas Mavericks       |
| 2023-24   | Jaime Jaquez Jr.^        | Miami Heat                        | G. G. Jackson^             | Memphis Grizzlies      |
| 2023-24   | Chet Holmgren^           | Oklahoma City Thunder             | Keyonte George^            | Utah Jazz              |
| 2024-25   | Stephon Castle^          | San Antonio Spurs                 | Matas Buzelis^             | Chicago Bulls          |
| 2024-25   | Zach Edey^               | Memphis Grizzlies                 | Bub Carrington^            | Washington Wizards     |
| 2024-25   | Zaccharie Risacher^      | Atlanta Hawks                     | Donovan Clingan^           | Portland Trail Blazers |
| 2024-25   | Alex Sarr^               | Washington Wizards                | Yves Missi^                | New Orleans Pelicans   |
| 2024-25   | Jaylen Wells^            | Memphis Grizzlies                 | Kel'el Ware^               | Miami Heat             |